# NGC 5896
NGC 5896 је лентикуларна галаксија у сазвежђу Волар која се налази на NGC листи објеката дубоког неба.
Деклинација објекта је + 42° 1' 30" а ректасцензија 15h 13m 50,6s. Привидна величина (магнитуда) објекта NGC 5896 износи 15,0 а фотографска магнитуда 16,0. NGC 5896 је још познат и под ознакама MCG 7-31-44, CGCG 221-42, NPM1G +42.0408, PGC 54367.